# Collaro Show
Collaro Show est une émission de télévision humoristique française animée par Stéphane Collaro. 
Elle a été diffusée du 6 octobre 1979 au 17 juin 1981 sur Antenne 2, d'abord le samedi soir en seconde partie de soirée d'octobre à décembre 1979, puis le mercredi soir en première partie de soirée (une fois par mois) à partir de 1980, et était animée par Stéphane Collaro, Roland Magdane, Philippe Bruneau, Martin Lamotte, Guy Montagné, Jean Roucas, Claire Nadeau, Alain Scoff, Pit et Rik, Sonia Vareuil, Pier Cousin et d'autres humoristes.

## Fiche technique
- Titre : Collaro Show
- Création : Stéphane Collaro
- Réalisation : Jean-Louis Cap
- Musique : Roland Magdane (générique)
- Production : Stéphane Collaro, Jacques Clément
- Société de production : SFP
- Société de distribution : Antenne 2
- Pays de production :  France
- Langue originale : français
- Format : couleur - 35 mm - 4/3 - son mono
- Genre : humour
- Nombre de saisons : 2
- Dates de première diffusion :
  - France : 6 octobre 1979
- Classification : tout public